# Consus
Consus, római mitológiai alak, ősi istenség, a gabona betakarításának és az őszi vetésnek védője. Kettős szerepének megfelelően két ünnepsége is volt (Consualiák), egy júliusban és egy decemberben, mindkettőn lovasversenyeket tartottak. Kultuszhelye föld alatti üregekben volt, mivel a legkorábbi időkben a gabonát föld alatt, hombárokban tartották; maga a Consus név is azt jelenti: elrejtett. Titus Livius a lóversenyek miatt a „lovas” Neptunusszal (Neptunus Equester) azonosnak tartotta Consust.